# Sự kiện UFO Tehran 1976

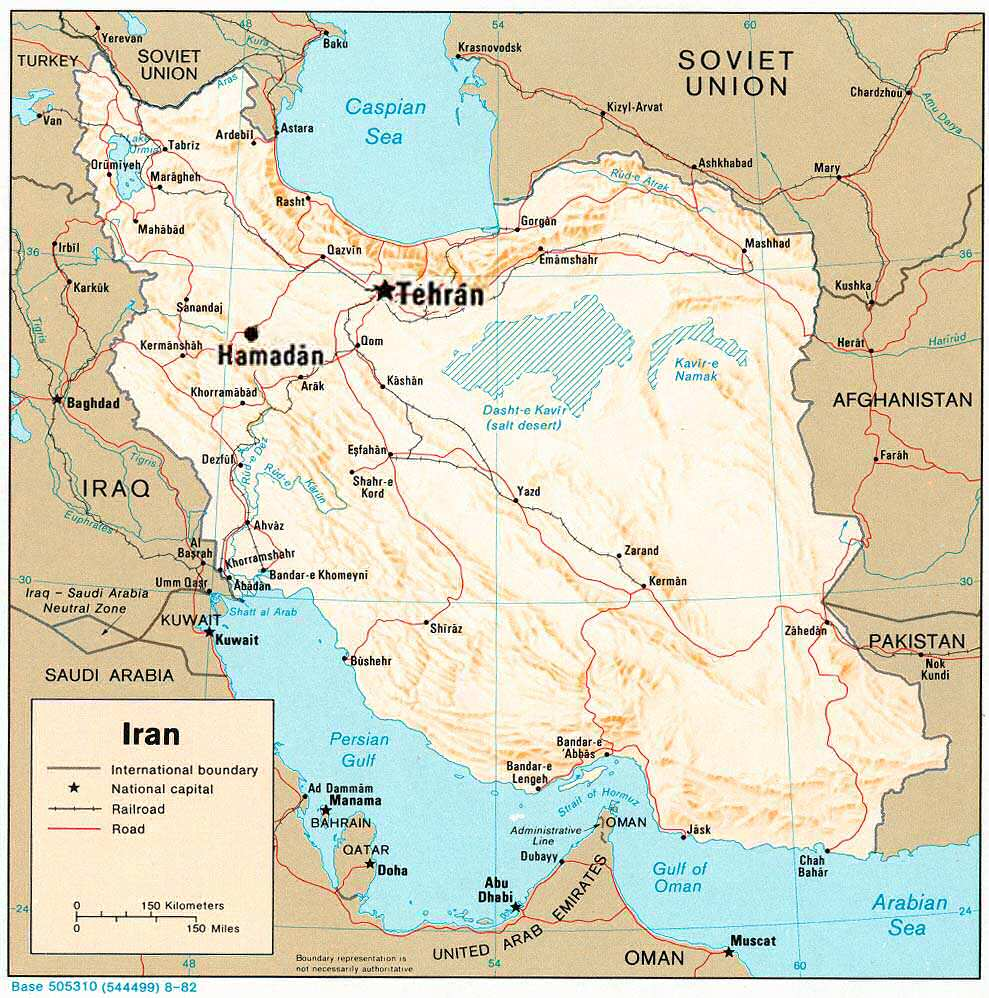
Bản đồ Iran và các nước xung quanh, hiển thị Tehran và Hamadan, nơi hai máy bay tiêm kích đánh chặn F-4 cất cánh

Sự kiện UFO Tehran 1976 là vụ nhìn thấy một vật thể bay không xác định (UFO) bằng radar ở Tehran, thủ đô của Iran, vào sáng sớm ngày 19 tháng 9 năm 1976. Trong suốt quá trình diễn ra vụ việc, hai chiếc tiêm kích đánh chặn F-4 Phantom II thuộc Không quân Hoàng gia Iran đã báo mất tín hiệu và thông tin liên lạc khi họ tiếp cận vật thể lạ. Chỉ được khôi phục lại như cũ khi hai máy bay này rút lui. Một trong số chúng cũng báo cáo lỗi hệ thống vũ khí tạm thời trong khi phi hành đoàn chuẩn bị khai hỏa.
Bản báo cáo ban đầu về vụ việc liền được chuyển tới Hội đồng Tham mưu trưởng Liên quân Hoa Kỳ ngay trong ngày 19 tháng 9 năm 1976.

## Diễn biến
Tối khuya ngày 18 và rạng sáng ngày 19 tháng 9 năm 1976, ít nhất bốn người dân đã tới cơ quan chức năng trình báo về một vật thể sáng chói bay lượn trên bầu trời thủ đô Tehran. Trung úy Yaddi Nazeri cùng với một sĩ quan vũ khí ở hàng ghế sau nhận lệnh lái chiếc McDonnell Douglas F-4 Phantom II tới điều tra vụ việc. Ngay khi Nazeri vừa đặt chân đến Tehran, anh ta báo cáo cấp trên rằng tất cả các thiết bị tín hiệu và thông tin liên lạc đều bị vô hiệu hóa, vì vậy họ đành quay trở lại căn cứ, tường trình về việc thiết bị vận hành như cũ sau khi anh ta thử bật lên.
Thiếu tá Parviz Jafari, chỉ huy phi đội Không quân Hoàng gia Iran, cùng với Trung úy Jalal Damirian là sĩ quan vũ khí ngồi sau làm hoa tiêu, được điều động lái chiếc F-4 Phantom II thứ hai nhằm đánh chặn vật thể lạ. Jafari đã khóa mục tiêu một vật thể bằng radar ở phạm vi 27 hải lý (≈ 50 KM.), kích cỡ được mô tả giống như một chiếc Boeing KC-135 Stratotanker. Khi anh ta tiếp cận nguồn ánh sáng này, mà Jafari tả lại là "nhấp nháy với những luồng ánh sáng màu đỏ, lục, cam và xanh dương chói lòa đến mức tôi không thể nhìn thấy toàn thân vật thể", hệ thống liên lạc của nó không hoạt động. Khi định bắn tên lửa dẫn đường hồng ngoại AIM-9 Sidewinder, anh ta cho biết thiết bị của anh ta bị vô hiệu hóa và chỉ hoạt động trở lại bình thường sau khi máy bay tiêm kích của anh ta di chuyển ra xa khỏi vật thể này. Jafari nói rằng mình "bị hoảng hồn bởi một vật thể tròn thoát ra khỏi vật thể chính và bắt đầu lao thẳng về phía tôi với tốc độ cao, gần như thể đó là một quả tên lửa", nhưng khi anh ta định khai hỏa "Đột nhiên, không có thứ gì hoạt động. Bảng điều khiển vũ khí bị ngừng, và tôi mất hết các thiết bị tín hiệu và radio". Khi anh ta báo lại sự việc với tháp kiểm soát không lưu, họ đề nghị anh ta bay trở về. Khi làm vậy, anh ta ngó sang bên trái và bất chợt nhìn thấy "vật thể chính hình kim cương ở ngay đó, và một vật thể phát sáng khác vọt ra khỏi đấy và lao thẳng xuống mặt đất". Trông đợi một vụ nổ không xảy ra, anh ta cho biết "Vật thể chợt giảm tốc độ và hạ cánh nhẹ nhàng xuống mặt đất, tỏa ra một luồng ánh sáng lớn". Ngày hôm sau, Jafari và sĩ quan ngồi ghế sau liền bay trực thăng tới xem xét nơi họ cho rằng luồng ánh sáng chiếu xuống mặt đất nhưng không tìm thấy gì cả, người dân sống trong những ngôi nhà gần đó chỉ cho biết họ nghe thấy một tiếng động lớn và một tia sáng chói lòa suốt cả đêm.

## Truyền thông
- Chương trình truyền hình Sightings đưa tin về vụ việc năm 1994, phỏng vấn nhiều nhân chứng.
- Top 10 vụ nhìn thấy UFO của The Telegraph (#7).[9]
- Top 10 vụ nhìn thấy UFO của The Guardian (#10).[10]